# Pensieri sbagliati
Pensieri sbagliati è un singolo della cantautrice italiana Cmqmartina, pubblicato il 14 maggio 2021 da Sony Music.

## Tracce
Testi e musiche di Cmqmartina.
1. Pensieri sbagliati – 2:55